# Junko Mine
Junko Mine (jap. 峰 純子, Mine Junko, * um 1950) ist eine japanische Jazzsängerin.
Junko Mine arbeitete ab den 1970er-Jahren in der Tokioter Jazzszene; 1975 spielte sie dort für Trio Records ihr Debütalbum A Child Is Born ein, das Jazzstandards wie „My Funny Valentine“, „I Can’t Give You Anything but Love“, „On the Sunny Side of the Street“, „A Child Is Born“ und „Here’s That Rainy Day“ enthielt. Begleitet wurde sie von den amerikanischen Gastmusikern Thad Jones, Walter Norris, George Mraz und Mel Lewis. 1976 folgte ein weiteres Standards-Album, Pre Morning (Trio Records), mit Sir Roland Hanna, George Mraz und Donald Bailey. 1977 entstand ein gemeinsames Album mit Barney Kessel (Junko and Barney - A Tribute to the Great Hollywood Stars, mit Kunimitsu Inaba und Tetsujiro Obara); außerdem trat sie – begleitet von Clifford Jordan, Norman Simmons, Lisle Atkinson und Al Harewood – im New Yorker Jazzclub Storyville auf. Es folgten eine Bigband-Produktion mit Hidehiko Matsumoto (I Wish You Love, u. a. mit Terumichi Yamada) und zwei weitere Alben, an denen der Pianist Hank Jones beteiligt war, Once in the Evening (1979, mit George Duvivier, Shelly Manne) und Jesse (1980, mit Duvivier und Grady Tate).
Mit Bill Perkins, Bill Reichenbach junior, Conte Candoli, Red Mitchell, Larry Bunker, Mundell Lowe und Lou Levy nahm Mine 1979 in Kalifornien ein Cole-Porter-Tributalbum auf (You’re the Top). 1986 nahm sie ihr letztes Studioalbum Love Me Tender auf, mit Sam Most, Hank Jones bzw. Gene Harris, Ray Brown, Alan Dawson bzw. Mickey Roker. 1988 entstand noch ein Livemitschnitt aus einem Tokioter Nachtclub, Junko Sings Ballads at Good Day Club (mit Takenori Sawaki, Shubi Arima, Shigeharu Sasamoto und Kazuo Nakamichi). Im Bereich des Jazz war sie zwischen 1975 und 1988 an 13 Aufnahmesessions beteiligt.
Das Jazz Forum, die Zeitschrift der International Jazz Federation, zählte sie Ende der 1970er-Jahre zusammen mit Martha Miyake zu den führenden Jazzsängerinnen Japans.